# Jacob Pieter van Helsdingen
Jacob Pieter van Helsdingen (Soerabaja (Nederlands-Indië), 7 maart 1907 – Lembang (Nederlands-Indië), 7 maart 1942) was een Nederlandse militaire oorlogsheld en ridder in de Militaire Willems-Orde.
Van Helsdingen was kapitein-vlieger-waarnemer der Militaire Luchtvaart van het Koninklijk Nederlandsch-Indisch Leger (ML-KNIL) tijdens het begin van de Tweede Wereldoorlog. Hij gaf leiding aan 2-VLG-V, een jachtvliegtuig-afdeling van de ML-KNIL, en haalde tijdens de strijd tussen Japan en Nederlands-Indië drie geregistreerde overwinningen bij luchtgevechten.

## Voor de oorlog
Voor de oorlog vloog Van Helsdingen op Curtiss P-6 Hawks. Op 27 februari 1936 kwam Van Helsdingen tijdens een vlucht in botsing met het toestel van Lt. W.V. Diepering, eveneens in een P-6. Van Helsdingen wist zichzelf te redden met een parachute, terwijl Diepering om het leven kwam. Niet ver van de plaats waar het gebeurde (vlak bij Rantja Ekek), zou later Van Helsdingen zelf sneuvelen.

## Zijn laatste vlucht
Op 7 maart 1942, de dag voor de capitulatie van het KNIL, kreeg Van Helsdingen het bevel om geen Brewster Buffalo's meer de lucht in te sturen, ondanks dat er nog KNIL-infanterietroepen onder vuur lagen vlak bij Lembang. Van Helsdingen stelde voor met de laatste toestellen een luchtaanval op vliegbasis Kalidjati uit te voeren maar kreeg van generaal Hein ter Poorten de opdracht de grondtroepen bij Lembang luchtsteun te geven. Van Helsdingen zei: "ik zal de opdracht uitvoeren maar dit is zelfmoord". Hij vroeg vervolgens vrijwilligers. Alle aanwezige vliegers boden zich aan. Het enige probleem was dat er maar nog vier werkende Brewster Buffalo's waren. Van Helsdingen koos vier vliegers uit die zich vervolgens naar de vliegtuigen begaven. Hij hoorde via een andere vlieger dat een van de uitgekozen vliegers, Sgt. Albert Eduard Stoové net te horen had gekregen dat hij vader zou worden en besloot deze niet te laten vliegen en stapte vervolgens zelf in diens toestel (B-3117). Samen met Lt. August Gerard Deibel (B-3110), Sgt. Gerard Bruggink (B-3101), en Vaandrig Jan Frederik Scheffer (vermoedelijk in de B-395) steeg Van Helsdingen op om de grondtroepen te ondersteunen. Van Helsdingen en Bruggink vlogen zo'n tweehonderd meter onder de andere twee vliegtuigen, die dekking moesten geven. Boven Lembang zagen ze een Japanse jachtvlieger en Deibel viel hem aan, maar de jachtvlieger kon ontkomen. Niet lang erna kwamen er drie Japanse Zero's aangevlogen. Deibel viel meteen aan en twee Zero's keerden direct om, maar Deibels vliegtuig werd geraakt in de olietank en in een van zijn wielen. Hij moest een noodlanding maken in Andir. Toen hij de grond raakte, brak het beschadigde wiel af en kwam hij in een spin terecht. Hij raakte niet gewond en wachtte op zijn kameraden. Scheffer, die als wingman van Deibel diende, landde nog geen minuut later op het vliegveld. Van Helsdingen en Bruggink bleven in de lucht. Vrij snel al kwamen er zes Zero's aangevlogen. Bruggink wist dat ze tegen hen geen kans maakten, trok meteen op en dook weg in een wolk. Hierbij verloor hij Van Helsdingen uit het oog. Ooggetuigen verklaarden later dat ze een vliegtuig (vermoedelijk het toestel van Van Helsdingen) in de buurt van Lembang in glijvlucht hadden zien neerstorten. Van hem en zijn toestel is nooit iets teruggevonden, mede doordat Nederlands-Indië capituleerde en er geen serieuze zoekacties werden gehouden. Bruggink landde niet veel later in Andir. Dit was het laatste gevecht dat plaatsvond voor de capitulatie. De vier mannen werden voor deze vlucht beloond met de Militaire Willems-Orde.

## Erkenning en onderscheidingen
- De Van Helsdingenkazerne aan de Doodweg in Hilversum is naar Van Helsdingen genoemd.

- Vliegerkruis

G.B. no. 1z van 27 januari 1942
Kapitein-vlieger-waarnemer der Militaire Luchtvaart van het Koninklijk Nederlandsch-Indisch Leger
- Ridder 4e klasse der Militaire Willems-Orde

K.B. no. 15 van 11 februari 1942; ingetrokken bij K.B. no. 5 van 14 juli 1948
Kapitein-vlieger-waarnemer der Militaire Luchtvaart van het Koninklijk Nederlandsch-Indisch Leger
Wegens: Als commandant-voorvlieger van een afdeling jachtvliegtuigen op de 23ste en 24ste januari 1942 duikbomaanvallen uitgevoerd op vijandelijke schepen en ondanks 's vijands lucht- en jagerafweer door beleidvol en moedig optreden, alsmede initiatief, vastberadenheid en koelbloedigheid den vijand zware verliezen toegebracht, hebbende hij daardoor blijk gegeven van uitstekende militaire eigenschappen in den strijd tegen een plaatselijk zeer overmachtigen vijand, zoomede van onverschrokkenheid en kalm beleid in ettelijke gevechten.
- Ridder 3e klasse der Militaire Willems-Orde

K.B. no. 5 van 14 juli 1948 (postuum bijgeschreven in het register)
Kapitein-vlieger-waarnemer der Militaire Luchtvaart van het Koninklijk Nederlandsch-Indisch Leger
Wegens: Na in februari 1942 om zijn voorbeeldig gedrag benoemd te zijn tot Ridder 4e klasse der Militaire Willems-Orde, het zich opnieuw in de strijd onderscheiden door uitstekende daden van moed, beleid en trouw, door in de morgen van 7 maart 1942 bij de Commandant der Militaire Luchtvaart, ondanks de bij dit Commando als gevolg van zeer sterke Japanse luchtovermacht bestaande twijfel aan de mogelijkheid van nog een offensieve inzet, niettemin uit eigen hoge offensieve geest en offerbereidheid getuigende aandrift krachtig te bepleiten de van de Nederlandsch-Indische Luchtvaart laatst overgebleven vier gevechtsklare jachtvliegtuigen voor een verrassende aanval onder zijn bevel in scheervlucht boven het door de Japanners bezette vliegveld Kali-Djati in te zetten, instede van deze vliegtuigen werkeloos op de grond te houden. Voorts door, toen hem in de plaats daarvan de opdracht werd verstrekt om ter verhoging van het moreel der eigen grondstrijdkrachten tussen Tjiater en Lembang vliegersteun te verlenen, in de middag van 7 maart 1942 met de drie andere jagers zonder aarzelen op te stijgen hoewel hij de overtuiging had, dat, door de zeer sterke luchtovermacht van de vijand in het desbetreffende gebied, deze vlucht een dodenvlucht gelijk zou worden en hij tevens wist dat de capitulatie van het Koninklijk Nederlandsch-Indisch Leger zeer aanstaande was. Ten slotte door, ondanks de overmachtige vijandelijke tegenstand, zijn opdracht te volbrengen en aan de grondstrijdkrachten de beoogde opluchting te verschaffen, waarbij hij zelf sneuvelde.

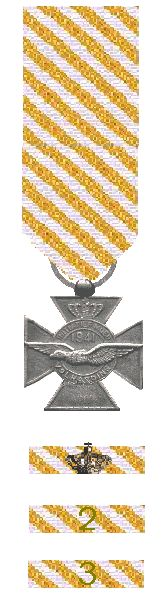
Vliegerkruis Koninklijk Besluit No.1z van 27 januari 1942
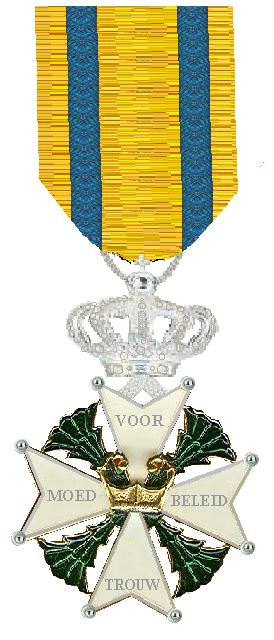
Ridder 4e klasse der Militaire Willems-Orde Koninklijk Besluit No. 15 van 11 februari 1942
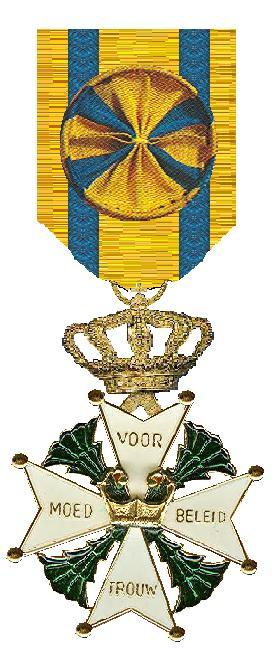
Ridder 3e klasse der Militaire Willems-Orde Koninklijk Besluit No. 5 van 14 juli 1948